# Statut DACA
L'action différée pour les arrivées d'enfants (en anglais : Deferred Action for Childhood Arrivals) ou DACA est un dispositif de politique migratoire des États-Unis mis en place par le gouvernement Obama en juin 2012. Le DACA permet à certains immigrés mineurs entrés illégalement sur le territoire américain de bénéficier d'un moratoire de deux ans sur leur expulsion et à l'admissibilité au permis de travail.
Pour y être admissible, les demandeurs doivent être arrivés sur le territoire américain avant l'âge de 16 ans, être âgés de moins de 31 ans au 15 juin 2012, présents sans interruption aux États-Unis depuis 2007, et ne pas avoir eu de condamnation grave.
Les demandeurs doivent également posséder un diplôme d'un niveau équivalent du baccalauréat ou avoir été engagé dans l'armée,.
En 2024, plus de 500 000 titulaires actifs dépendent du Daca

## Exigences exhaustives pour DACA
Pour bénéficier du DACA, le requérant doit :
- avoir moins de 31 ans à compter du 15 juin 2012 ;
- être arrivé aux États-Unis avant son 16e anniversaire ;
- avoir vécu de manière continue aux États-Unis du 15 juin 2007 jusqu'à aujourd'hui ;
- avoir été physiquement présent aux États-Unis le 15 juin 2012 et au moment de la demande ;
- être arrivé aux États-Unis sans papiers avant le 15 juin 2012 ou que son statut juridique ait expiré au 15 juin 2012 ;
- être en formation, ou être sorti diplômé du secondaire ou avoir obtenu un certificat d'achèvement du secondaire ou GED ;
- et n'avoir commis aucun crime (felony), certains délits (misdemeanors) importants (y compris un seul DUI), ou trois autres délits de quelque nature que ce soit.